# 蘋果西打 (品牌)
蘋菓西打，台灣碳酸飲料品牌，由大西洋飲料製造，台灣最著名的蘋菓西打飲料，1965年開始販賣至今。不含酒精，其成份含有蘋果汁、蘋果香料及糖漿等。中文名與該類型飲料（蘋菓西打）同名，而英文名不同。

## 概論

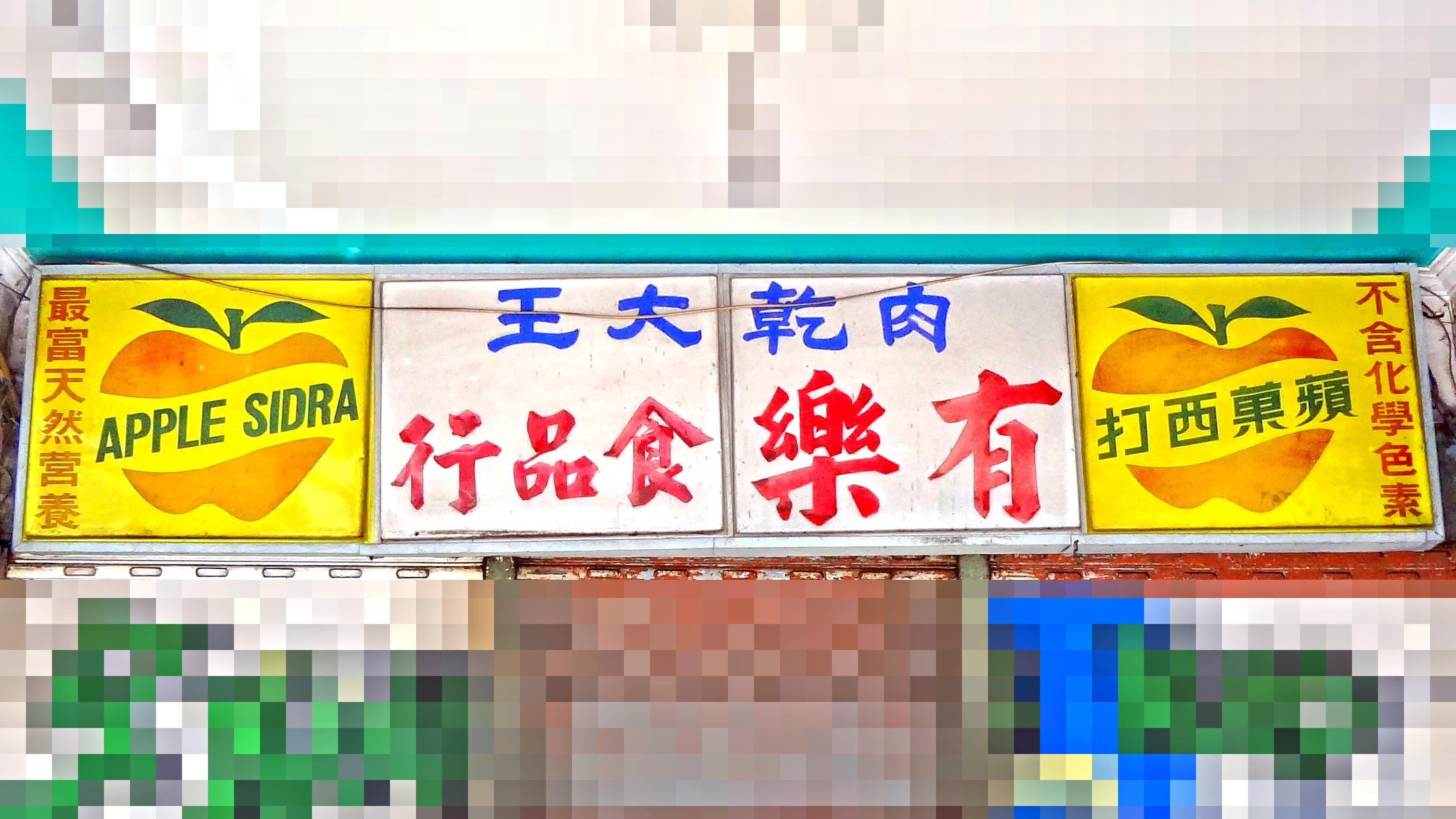
蘋菓西打經銷店廣告燈箱

在美國及加拿大地區，西打（英語：Cider）是一種以蘋果汁製成的飲品，可以含有酒精，也可以不含。發酵後含有酒精成份的西打，又稱硬西打，即蘋果酒。而不含酒精的被稱為蘋果西打，又稱軟西打，此類型西打中在台灣最著名的就是由大西洋飲料製造的同名產品蘋菓西打。在碳酸飲料中加入各種果汁成份的飲品，包括美年达及芬達等，也深受歡迎。蘋菓西打將蘋果汁加入碳酸飲料中，做出類似於西打口感的飲料，但是不含酒精成份。
1965年，菲律賓華僑李鴻略在臺灣投資創立大西洋飲料，由美國引進配方製造果汁汽水，並以「美國蘋菓西打」（Apple Sidra）為品牌販賣。於美國與中華民國斷交後改名為「蘋菓西打」至今。1979年後，蘋菓西打一度成為台灣果汁碳酸飲料銷售冠軍。蘋菓西打的暢銷挑戰了黑松汽水的地位，黑松公司在1976年曾推出吉利果汽水與之對抗。
蘋菓西打在台灣碳酸飲料類市場中佔有重要地位，在2016年記者對台灣量販店的調查中，蘋菓西打的銷售量排行第三，僅次於 黑松沙士與可樂。

## 流行文化
在韓國，蘋菓西打為台灣知名品牌，為MBC水木迷你連續劇《意外發現的一天》劇中學生的熱門飲品。卡通頻道工作室電視動畫《神臍小捲毛》也有類似蘋菓西打的飲料。

## 爭議

### 食安事件
2018年7月起，大西洋飲料陸續接獲蘋果西打客訴案122件卻未主動通報新北市政府衛生局，且9月民眾送驗的檢驗報告就確認產品異常，大西洋飲料聲稱是蘋果西打「搬運過程中熱漲冷縮，造成空氣跑進去」，11月全面下架時卻稱「生產線故障所致」。經計算2018年7月至9月這段期間生產的蘋果西打2000ml瓶共235萬瓶，新北市政府衛生局於11月裁罰新台幣100萬元。新北市政府衛生局於2018年11月12日至大西洋飲料台北營業所及便利商店抽驗蘋果西打2000ml瓶共計6件（製造日期2018年7月9日至9月27日），6件都檢出黴菌及酵母菌，其中2件生菌數超標。新北市政府衛生局12月13日宣布再裁罰新台幣120萬元。
2019年8月大西洋飲料主動通報新北市政府衛生局，2019年7月4日生產蘋果西打2000ml瓶內有懸浮物，經工廠檢驗後確認為不良品。
2023年5月大西洋飲料因蘋果西打生產水質不符規定及出現不明沉澱物，遭桃園市政府衛生局要求暫停生產，總停產比例高達全公司99%。同年9月初，大飲公司發布重大訊息，指出公司將處分不動產籌措資金。
大西洋飲料因涉及食品安全衛生管理法事件，不服衛生福利部中華民國112年12月1日衛部法字第1123161129號訴願決定，提起行政訴訟。2025年4月17日，臺北高等行政法院做出判決，大西洋飲料敗訴，全案可上訴。

## 相關食品
台灣另一個食品蘋果麵包，其命名來自蘋菓西打的啟發。

## 外部連結
- 蘋果西打（页面存档备份，存于）